# 杰伊·洛夫斯通

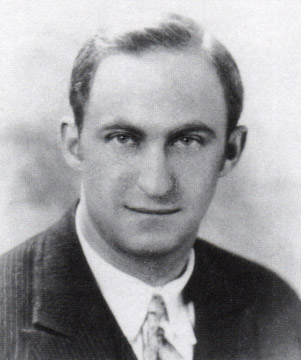
1917年的杰伊·洛夫斯通

‌
杰伊·洛夫斯通（英語：Jay Lovestone，1897年12月15日—1990年3月7日）是一位美国社会活动家。他出生于俄罗斯帝国格罗德诺省莫尔恰德，毕业于纽约市立学院。1907年，移民美国。他在不同时期是美国社会党成员、美国共产党领袖、洛夫斯通派领袖、反共人士和中央情报局线人，并担任美国劳工联合会和产业工会联合会及其内部多个工会领导层的外交政策顾问。